# Административное деление Объединённых Арабских Эмиратов

Административно-территориальное устройство ОАЭ

Объединённые Арабские Эмираты — федеративное государство, состоящее из семи штатов (эмиратов) (араб. إمارات‎ — имара́т, ед. ч. — إمارة — имара́). Каждый эмират представляет собой микрогосударство с абсолютной монархией. Ключевым моментом в административном устройстве ОАЭ является право каждого эмирата распоряжаться запасами углеводородов на своей территории — фактически в соответствии с запасами нефти распределяется влияние тех или иных эмиратов в определении общей политики страны. Так, в крупнейшем и наиболее богатом из эмиратов, Абу-Даби, расположена столица — город Абу-Даби, и эмир Абу-Даби является одновременно президентом Объединённых Арабских Эмиратов. Эмир Дубая является главой правительства.
Все эмираты, кроме Рас эль-Хайма, вошли в состав ОАЭ 2 декабря 1971 года, а Рас эль-Хайма — 10 февраля 1972 года.

Распределение населения и площади по эмиратам ОАЭ

| №  | Название                                | Столица         | Геокод | Адм. центр      | Площадь, км² | Население, чел. (2008) | Плотность, чел./км² | Информация                                                                              |
| -- | --------------------------------------- | --------------- | ------ | --------------- | ------------ | ---------------------- | ------------------- | --------------------------------------------------------------------------------------- |
| 1. | Аджман عجمان ʿAjmān                     | Аджман          | AE-AJ  | Аджман          | 259          | 372 923                | 1439,86             | Самый маленький эмират по площади. В своём составе имеет два анклава: Масфут и Манама.  |
| 2. | Абу-Даби أبو ظبي ʾAbū Ẓabī              | Абу Даби        | AE-AZ  | Абу-Даби        | 67 340       | 1 548 655              | 23,00               | Самый крупный эмират по площади. Административный центр эмирата — столица ОАЭ Абу-Даби. |
| 3. | Дубай دبي Dubayy                        | Дубай           | AE-DU  | Дубай           | 3885         | 1 770 533              | 455,74              | Самый населённый эмират.                                                                |
| 4. | Эль-Фуджайра الفجيرة Al-Fujayrah        | Эль-Фуджайра    | AE-FU  | Эль-Фуджайра    | 1166         | 137 940                | 118,30              | Самый молодой эмират.                                                                   |
| 5. | Рас эль-Хайма رأس الخيمة Raʾs al-Ḫaymah | Рас эль-Хайма   | AE-RK  | Рас-эль-Хайма   | 1683         | 171 903                | 102,14              |                                                                                         |
| 6. | Шарджа الشارقة Aš-Šāriqah               | Шарджа          | AE-SH  | Шарджа          | 2590         | 895 252                | 345,66              | В своём составе имеет эксклавы: Кальба, Дибба Аль-Изн и Корфаккан.                      |
| 7. | Умм эль-Кайвайн أم القيوين ʾām ālqywyn  | Умм эль-Кайвайн | AE-UQ  | Умм-эль-Кайвайн | 777          | 69 936                 | 90,01               |                                                                                         |